# Лопатино (Верховажский район)
Лопатино — упразднённый хутор в Верховажском районе Вологодской области России.

## География
Урочище находится в северной части области, в подзоне средней тайги, в пределах южной части Важско-Кулойской низины, к востоку от реки Ваги, на расстоянии примерно 11 километров (по прямой) к юго-западу от села Верховажье, административного центра района.

### Климат
Климат характеризуется как умеренно континентальный. Среднегодовая температура воздуха — +1,8 °C. Абсолютный минимум температуры воздуха составляет −46 °C; абсолютный максимум — +37 °C. Безморозный период длится 110—115 дней. Среднегодовое количество атмосферных осадков составляет 637 мм. В течение года преобладают ветра юго-западного направления.

## История
По данным 1881 года деревня Лопатинская входила в состав Верховской волости Вельского уезда Вологодской губернии, находилась в 58 верстах от уездного города Вельска и в 18 верстах от волостного правления, расположенного при почтовой станции Верховажская:107.
По данным 1914 года Лопатино входило в состав Верховской волости Вельского уезда Вологодской губернии и относилось к Воскресенскому приходу. Имелось 3 хозяйства и проживало 23 человека (13 мужчин и 10 женщин), относившихся к разряду бывших удельных крестьян:12.
В 1940 году деревня Лопатинская входила в состав Верховского 2-го сельсовета Верховажского района. По состоянию на 1 января 1973 года хутор в составе Верховского сельсовета.
Упразднён в 1980 году как прекративший существование.